# Sculptura 97

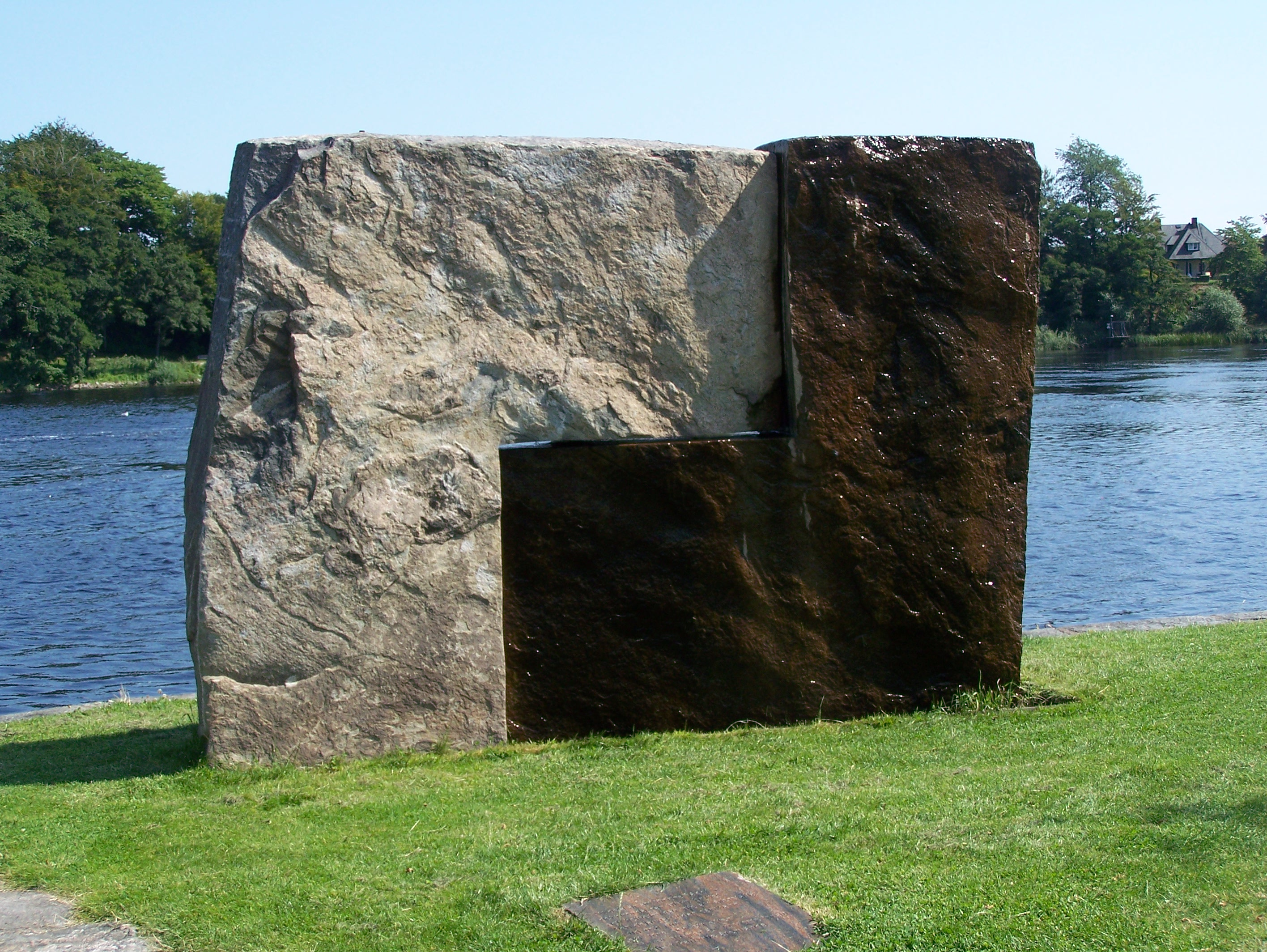
Enhet 1 & 2 var ett av de bidrag i Sculptura 97 som kom att stå kvar efter utställningen

Sculptura 97 var en skulpturutställning i Falkenberg 1997. Utställningen omfattade omkring 20 olika installationer och var lokalt mycket hett debatterad. Den följdes fem år senare av Sculptura 02.
Till de kontroversiella installationerna fanns Ambassaden av Lars Vilks och Vår tids kökkenmödding av Gunilla Bandolin och Monika Gora, vilka bägge blev utsatta för anlagda bränder . Andra inblandade skulptörer var bland annat Pål Svensson, Bengt Olson och Erik Theret. Den senares praktiskt användbara stensolstolarna blev populära En av Europas mest kända konstnärer, Per Kirkeby från Danmark, skapade i samband med Sculptura97, en av sina berömda tegelskulpturer på platsen framför Falkenbergs museum.
Initiativtagare och kuratorer för utställningen Sculptura97 var Johan Rosenlind, konstnär och kulturarbetare från Halmstad, samt den dåvarande stadsarkitekten i Falkenberg Jan Forsberg.
Det har uppskattats att 75 000 personer besökte utställningen, den uppskattningen har dock ifrågasatts

### Fotnoter
1. ↑  Lars Vilks: Projekt med kontrovers Arkiverad 28 september 2007 hämtat från the Wayback Machine.
2. ↑  Hallands Nyheter: Vandaler slog till mot Sculptura[död länk]
3. ↑  Hallands Nyheter: De mest populära solstolarna i stan.[död länk]
4. ↑  
Dags att summera Sculptura 02
5. ↑  ”75 000 besökare - en högst oklar siffra”. Arkiverad från originalet den 4 mars 2016. https://web.archive.org/web/20160304220852/http://hn.se/nyheter/falkenberg/1.369306-75-000-besokare-en-hogst-oklar-siffra. Läst 1 mars 2013.